# Tribunal Permanente de los Pueblos
El Tribunal Permanente de los Pueblos es un tribunal internacional de opinión fundado en Bolonia (Italia) el 24 de junio de 1979 por iniciativa del senador Lelio Basso.

## Historia y funciones
El Tribunal Permanente de los Pueblos (TPP) nace formalmente en Boloña en 1979 como una continuación directa de la experiencia del Tribunal Russell II sobre las dictaduras en América Latina (1974-1976), promovido por Lelio Basso para denunciar los crímenes cometidos por los regímenes militares en la región. Mediante la voluntad del pueblo y de las víctimas de América Latina, el carácter ocasional del Tribunal Russell se transformó en un foro permanente de denuncia para las comunidades que experimentasen la ausencia y la impotencia del derecho internacional. Por consiguiente, el TPP es una iniciativa formulada desde abajo y como consecuencia de la necesidad de crear una herramienta de investigación y análisis independiente para el desarrollo cognitivo, cultural y doctrinal necesario para iniciar el proceso de liberación y justicia de los pueblos. El trabajo del TPP se distingue por su carácter subsidiario. Como el Tribunal Russell, la existencia del Tribunal Permanente de los Pueblos se debe, incluso hoy en día, a la ausencia de un tribunal internacional competente para pronunciarse sobre las alegaciones y reclamos de individuos concebidos en su dimensión colectiva. El Tribunal en su larga trayectoria de promoción y defensa de los derechos humanos, ha superado el funcionamiento de los tribunales nacionales e internacionales existentes logrando liberar la facultad de juzgamiento de su subordinación a la cuestión de la pena y facilitando su vinculación a la producción de verdad histórica, de memoria y, en cierto sentido, de reparación ética y moral.
El trabajo del TPP se basa en los principios expresados en la Declaración Universal de los Derechos De los Pueblos proclamada en Argel en 1976 y los principales instrumentos internacionales de protección de los derechos humanos. El contexto histórico y geográfico de la Declaración, más conocida como la Carta de Argel, vincula claramente los principios generales de la Declaración por las luchas de liberación nacional que la Resolución 1514 (XV) de las Naciones Unidas del 14 de diciembre de 1960 ya había puesto bajo la protección del derecho internacional, con el entendimiento de que el derecho a la libre determinación no podía afirmarse como cumplido y no implicaba solamente la fase política de la descolonización.
La amplitud del concepto de autodeterminación expresada en la Carta de Argel debe relacionarse con el contexto y el principio de “libertad” no limitado a un tiempo y lugar determinados y teniendo, en este caso, no a un sujeto individual sino colectivo, precisamente, al pueblo. En la Carta de Argel y, por lo tanto, en el Tribunal Permanente de los Pueblos, el principio de autodeterminación sirve como apoyo jurídico e indicador de objetivos de las luchas de los pueblos cuya soberanía está en riesgo por las fuerzas externas e internas que el Tribunal ha documentado desde 1979 a la fecha. Como sucede con el principio de la autodeterminación, el concepto de pueblo en la Carta de Argel no es único, sino más bien presenta un significado contextual o político que la Declaración no circunscribe a una definición estricta, prefiriendo confiar en la libre interpretación de los que de tanto en tanto, a lo largo de los años, han hecho uso de sus principios. Los pueblos, de acuerdo con la Carta, son sujetos colectivos relevantes pero marginados por un derecho diseñado sólo para los Estados, como destinatarios de derechos que integran las dimensiones individuales y colectivas en un solo ordenamiento jurídico al servicio tanto de individuos como de pueblos.
Los pueblos de la historia del TPP pertenecen a distintos grupos humanos con diferentes necesidades, aspiraciones y tragedias reales, que controlan la materialidad y fuerza vinculante de un derecho internacional que continúa siendo frágil y que termina siendo inversamente selectivo, denunciando y castigando a quienes tienen menos poder e impedido de actuar en el caso de los poderes hegemónicos a nivel internacional. El pensamiento original del Tribunal Russell II y el TPP radica en la conciencia de que el reconocimiento formal de los principios y derechos es el punto de partida de un proceso de liberación en el que las identidades colectivas, que denominamos “pueblos,” son los principales actores. Este proceso requiere la demanda colectiva permanente por la viabilidad y aplicabilidad de dichos principios, reconocidos en numerosos instrumentos del derecho internacional.

## Estructura[7]
El Tribunal está compuesto por un Presidente, cuatro vicepresidentes, un secretario general. Sus miembros internacionales son expertos reconocidos de distintas disciplinas como el derecho, la economía, la sociología, las artes y la literatura.

## Sesiones del Tribunal Permanente de los Pueblos
Desde su creación hasta hoy, el Tribunal ha realizado 42 sesiones Desde su creación hasta hoy, el Tribunal ha realizado 42 sesiones sobre numerosos casos de violaciones de derechos humanos. Su especificidad, expresada en el Estatuto del TPP, reside en la investigación aplicada a los casos de crímenes contra la paz y contra la humanidad, a los casos de genocidio y a los crímenes - aún no tipificados - atribuibles a las actividades económicas y políticas que instituyen la pobreza, la desigualdad, la exclusión. Resulta evidente, de la observación del desarrollo cronológico de las reuniones, que el trabajo del Tribunal Permanente de los Pueblos está en el marco evolutivo del derecho internacional. La historia contada en los juicios del TPP dibuja un mapa de los últimos treinta años de historia de los pueblos y coincide con muchos de los lazos más representativos y de los desafíos para los pueblos y el derecho. En particular, dan cuenta de aquellas situaciones históricas invisibilizadas por los organismos internacionales, que tienen como autores y perpetradores a los Estados u otras fuerzas (empresas transnacionales, por ejemplo) con capacidad de limitar o anular la intervención de los órganos del derecho penal internacional existente.
Las sentencias del TPP se basan, casi exclusivamente, en las fuentes del derecho internacional vigente. Sin embargo, es importante recordar que muchas de las sentencias del Tribunal han ido más allá de la mera aplicación de las normas existentes y han evidenciado las contradicciones o lagunas del derecho, con el fin de indicar las formas de aplicación y compromiso de la ley positiva del futuro.